# 脊山洋右
脊山 洋右（せやま ようすけ、1941年3月14日 - ）は、日本の生化学者。学位は、医学博士（東京大学・1973年）。東京大学名誉教授、お茶の水女子大学名誉教授。専門は、生化学・栄養学。

## 略歴
- 東京都出身[1]。
- 1959年 - 栄光学園高等学校卒業。
- 1965年 - 東京大学医学部医学科卒業。
- 1966年 - 東京大学医学部付属病院インターン。医師免許取得（同年8月）。
- 1969年 - マサチューセッツ総合病院・ハーバード・メディカル・スクールへ留学。
- 1972年 - 東京大学医学部生化学教室助手。
- 1973年 - 東京大学大学院医学系研究科第2基礎医学専門課程博士課程修了。医学博士の学位を取得。
- 1979年 - 東京大学医学部第1生化学教室助教授。
- 1983年 - 東京大学医学部栄養学教室教授。
- 2000年 - お茶の水女子大学生活科学部併任教授 兼 お茶の水女子大学評議員。
- 2001年 - 東京大学を定年退官。東京大学名誉教授の称号を得てお茶の水大学教授に就任。
- 2006年 - お茶の水女子大学を定年退職。お茶の水大学名誉教授の称号を得る。大学評価・学位授与機構客員教授に就任。
- 2008年 - 椙山女学園大学生活科学部教授（栄養化学）に就任。
- 2011年 - 椙山女学園大学を退職。医学中央雑誌刊行会理事長に就任。
- 2013年 - 東京医療保健大学客員教授に就任。

## 受賞歴
- 1978年 - 日本生化学会奨励賞[2]
- 1988年 - 井上学術賞（脂質生合成の調節機構）[3]
- 1998年 - 日本栄養・食糧学会賞（コレステロール代謝の栄養学的・分子病理学的研究）[4]

## 家族
- 妻との間に息子二人と娘一人（娘は元日本テレビアナウンサーで、現在ホリプロ所属の脊山麻理子）。また、孫もいる。